# Psaenythia
Psaenythia är ett släkte av bin. Psaenythia ingår i familjen grävbin.

## Dottertaxa tillPsaenythia, i alfabetisk ordning[1]
- Psaenythia annulata
- Psaenythia anthidioides
- Psaenythia ateles
- Psaenythia bergii
- Psaenythia bizonata
- Psaenythia boliviana
- Psaenythia burmeisteri
- Psaenythia capito
- Psaenythia chrysorrhoea
- Psaenythia cockerelli
- Psaenythia collaris
- Psaenythia comma
- Psaenythia corduvensis
- Psaenythia demissa
- Psaenythia detecta
- Psaenythia doeringi
- Psaenythia elegans
- Psaenythia emilia
- Psaenythia facialis
- Psaenythia flavomaculata
- Psaenythia frieseana
- Psaenythia gerstaeckeri
- Psaenythia gomezi
- Psaenythia hesperidium
- Psaenythia horticola
- Psaenythia hortulana
- Psaenythia hubrichi
- Psaenythia hubrichiana
- Psaenythia hypsophila
- Psaenythia improvida
- Psaenythia interrupta
- Psaenythia jujuyensis
- Psaenythia laticeps
- Psaenythia litoralis
- Psaenythia magnifica
- Psaenythia manasuyani
- Psaenythia modesta
- Psaenythia monstruosa
- Psaenythia nigriventris
- Psaenythia nomadoides
- Psaenythia pachycephala
- Psaenythia patagonica
- Psaenythia penningtoni
- Psaenythia personata
- Psaenythia philanthoides
- Psaenythia physalidis
- Psaenythia picta
- Psaenythia pictipennis
- Psaenythia portennia
- Psaenythia quadrifasciata
- Psaenythia quinquefasciata
- Psaenythia reedi
- Psaenythia rosarina
- Psaenythia rubripes
- Psaenythia rufipes
- Psaenythia salpichroae
- Psaenythia santiaguina
- Psaenythia scalae
- Psaenythia scutellaris
- Psaenythia solani
- Psaenythia superba
- Psaenythia thoracica
- Psaenythia tricolor
- Psaenythia trifasciata
- Psaenythia tucumana
- Psaenythia unizonata
- Psaenythia urbana
- Psaenythia wagneriana
- Psaenythia variabilis
- Psaenythia verbenae
- Psaenythia viatrix
- Psaenythia vicina